# Nemophas zonatoides
Nemophas zonatoides là một loài bọ cánh cứng trong họ Cerambycidae.